# Pierre Zimmermann (bridge)
Pour les articles homonymes, voir Zimmermann.
Pierre Zimmermann est un joueur de bridge suisse, capitaine joueur de l'équipe de Suisse, numéro un mondial individuel depuis le 13 septembre 2021, sextuple champion du monde, neuf fois champion nord-américain, dix fois champion d'Europe et une fois champion sud-américain. Il a été également organisateur de tournois, notamment du Monaco Cavendish depuis 2012 et des championnats européens transnationaux d'hiver par équipes à partir de 2016, le dernier en 2024 à l'Alpe d'Huez.
Pierre Zimmermann est fondateur et CEO de Zimmermann Immobilier, une régie immobilière en Suisse Romande (Genève, Vaud, Valais, Fribourg). Il est également copropriétaire de deux groupes français, GCK (hydrogène, électricité, moteurs, batteries, etc.) et les Étincelles, le plus grand groupe hôtelier des alpes françaises.

## Biographie
Pierre Zimmermann est né à Lausanne, Suisse (où la Fédération Mondiale de Bridge est basée) le 26 mai 1955. Il a étudié les mathématiques à l'École Polytechnique Fédérale de Lausanne de 1973 à 1978 et, en parallèle, le management à HEC Lausanne de 1975 à 1979.
Il a cinq enfants et était marié à l'artiste Christine Zimmermann.

### Carrière Professionnelle
En 1979, Pierre Zimmermann rejoint IBM à Zurich où il travaille cinq ans. Il travaille ensuite pour Hill+Knowlton Strategies en tant qu'assistant contrôleur pour l'Europe jusqu'à 1985. De 1986 à 1988, il travaille pour Finagrain en tant qu'analyste financier et rejoint ensuite BBHQ (une entreprise de venture capital) en 1988 à nouveau en tant qu'analyste financier.
En 1990, Pierre Zimmermann quitte BBHQ pour créer la Régie Zimmermann (aujourd'hui connue sous le nom de Zimmermann Immobilier), une régie immobilière à Genève.

### Carrière de Bridge
Pierre Zimmermann a commencé à jouer au bridge occasionnellement en 1975 durant ses études, mais ne commence à jouer sérieusement qu'en 1998. Il obtient son premier titre de champion du monde (Transnational par équipes) en 2007 à Shanghai et son second en 2009 à São Paulo, en 2015 à Chennai.
Pierre Zimmermann a joué plusieurs années avec le joueur professionnel Franck Multon. Ensemble ils ont joué dans des équipes constituées de professionnelles d'élite, le plus récemment Sebastiaan Drijver, Sjoert Brink, Michal Tomasz Klukowski et Piotr Stanislaw Gawrys, qui forment l'équipe Suisse qui a gagné le Champion du monde 2022. En 2019 ces joueurs ont tous déménagé vers Genève afin d'établir résidence et d'être ainsi éligibles pour les compétitions internationales en tant qu'équipe nationale. Ils ont représenté la Suisse et obtenu une victoire en Championnat du monde, deux victoires en championnat d'Europe, une victoire en Championnat Nord Américain et ils ont fini deuxièmes dans trois championnats d'Europe.
Pierre Zimmermann obtient la deuxième position à la Champions Cup en novembre 2021 ainsi qu'en novembre 2022. Il a fini deuxième pareillement au Championnat d'Europe des nations Madeira 2022.
Pierre Zimmermann sponsorise les Cavendish (gagné deux fois) et Wintergames European Transnational Championships (WG) de bridge à Monaco de 2016 à 2020 et à Tignes du 21 au 27 avril 2023, épreuves de bridge. Pierre Zimmermann ambitionne la création de championnats seniors transnationaux.
Il a été 9 fois champion du tournoi nord-américain, 10 fois champion d'Europe, 1 fois champion du tournoi sud-américain et 6 fois champion du monde.

## Titres de Bridge

### Médailles d'or

#### Championnats du monde
- World Transnational Open Teams Championship 2007, 2009, 2015 [1]
- Bermuda Bowl (Championnat par Nations, Switzerland), 2022, 2023
- Rosenblum Cup (Transnational), 2018

#### Amerique du Nord
- North American Bridge Championships (NABC) 
  - Vanderbilt 2010 [9]
  - Reisinger 2012, 2013, 2022 [10]
  - Spingold 2011, 2012, 2018, 2022 [11]
  - Soloway Cup 2023

Amerique du Sud
- Championnat Amérique du Sud, Buenos Aires, 2023

#### Europe
- European Bridge League (EBL)
  - European Open Championships, mixed teams, 2011
  - European Team Championships Open, 2012, 2021, 2025
  - Wintergames 2016, 2020
  - Champions' Cup, 2016, 2024
  - Transnational d'hiver 2024, 2025

Divers
- World SportAccord, 2013, Pékin[12]
- Cavendish, 2010 (Las Vegas), 2012 (Monaco)